# André Asinger
André Arnold Asinger (* 8. August 1987) ist ein ehemaliger österreichischer Fußballspieler.

## Karriere

### Verein
Asinger begann seine Karriere beim SV Fohnsdorf. 2002 kam er in die Akademie des FK Austria Wien, in der er bis 2006 spielte. Zur Saison 2006/07 wechselte er zum Zweitligisten TSV Hartberg. Im August 2006 debütierte er in der zweiten Liga, als er am vierten Spieltag jener Saison gegen den FC Gratkorn in der 89. Minute für Djuro Mihaljica eingewechselt wurde.
Nach zwei Einsätzen für Hartberg in der zweiten Liga wechselte er in der Winterpause der Saison 2006/07 zu seinem Jugendklub SV Fohnsdorf. Für Fohnsdorf kam er 2007 ein Mal in der fünftklassigen Oberliga zum Einsatz.
In der Rückrunde der Saison 2008/09 absolvierte Asinger zwei Spiele für den FC Weißkirchen in der sechstklassigen Unterliga. Weißkirchen blieb seine letzte Station, nach Saisonende verließ er den Verein und wechselte zu keinem anderen mehr.

### Nationalmannschaft
Mit der österreichischen U-17-Auswahl nahm er 2004 an der Europameisterschaft teil.